# Ivan Šumljak
Ivan Šumljak (rojen Janez Anton Šumljak), slovenski planinec, markacist in pobudnik Slovenske planinske transverzale, * 6. avgust 1899, Žalec, † 14. februar 1984. 
Rodil se je očetu učitelju Antonu in materi Mariji (rojena Topolnik). Bil je profesor geografije v Mariboru. 